# Florian Heller
Florian Heller est un footballeur allemand né le 10 mars 1982 à Rosenheim en Allemagne. Il évolue actuellement comme milieu défensif pour le FC Ingolstadt 04 en 2.Bundesliga.

## Palmarès
Néant